# Kościół św. Barbary w Lubawie
Kościół Świętej Barbary – rzymskokatolicki kościół filialny należący do parafii Nawiedzenia Najświętszej Maryi Panny i św. Anny w Lubawie. Należy do dekanatu Lubawa diecezji toruńskiej. Jeden z rejestrowanych zabytków miasta.
Jest to budowla drewniana wzniesiona w latach 1770-1779 na miejscu dawnego kościoła i szpitala pod wezwaniem św. Jerzego, które mieściły się poza terenem starego miasta. Posiada konstrukcję zrębową. Jest ustawiona na kamiennej podmurówce. kościół składa się z jednej nawy. Przylega do niej zakrystia i skarbiec. Od strony wschodniej znajduje się wieża, wybudowana na planie prostokąta, zwieńczona hełmem z chorągiewką wiatrową z datą 1811.
Do wyposażenia kościoła należą ołtarz główny w stylu późnobarokowym, ołtarze boczne, sześć świeczników, wykonanych z cyny, ambona z XVIII wieku, duża ręcznie wykonana kłódka oraz umieszczone przy stropie belka tęczowa, w stylu późnobarokowym, na której znajduje się Grupa Ukrzyżowania. Oprócz tego na konsolach w nawie są umieszczone rzeźby św. Jana Nepomucena i św. Jerzego. Na wieży jest zamontowany, odlany w Gdańsku, zabytkowy dzwon z 1716 roku. Organy posiadają zewnętrzną oprawę w stylu neorenesansowym.